# Émile Mâle
Émile Mâle (Commentry, 2 giugno 1862 – Fontaine-Chaalis, 6 ottobre 1954) è stato uno storico dell'arte francese, membro dell'Académie française.

## Académie française
Dopo una prima candidatura infruttuosa nel 1925 fu eletto all'Académie française il 30 giugno 1927, per il seggio 2, prendendo il posto lasciato da Jean Richepin, morto il 12 dicembre precedente; prese ufficialmente possesso del seggio il 28 giugno 1928. Dopo la sua scomparsa (6 ottobre 1954) venne sostituito il 3 marzo 1955 da François Albert-Buisson.
È considerato il padre degli studi iconografici.

## Opere
- L'Art religieux du XIII siècle en France, tesi di dottorato, 1899.
- Quomodo Sibyllas recentiores artifices representaverint, tesi complementare, 1899.
- L'Art religieux de la fin du Moyen Âge en France, 1908 (con cui vinse il Premio Gobert nel 1910).
- L'Art allemand et l'art français du Moyen Âge, 1917.
- L'Art religieux au XII siècle en France, 1922.
- Les influences arabes dans l'art roman, Revue des Deux-Mondes, 1923.
- Art et artistes du Moyen Âge, 1927.
- L'Art religieux après le Concile de Trente, étude sur l'iconographie de la fin du XVIe, du XVIIe et du XVIIIe siècle en Italie, en France, en Espagne et en Flandre, 1932.
- Rome et ses vieilles églises, 1942.
- Les Mosaïques chrétiennes primitives du IVe au VIIe siècle, 1943.
- L'Art religieux du XIIe au XVIIIe siècle, 1945.
- Jean Bourdichon: les Heures d'Anne de Bretagne à la Bibliothèque nationale, 1946.
- Les Grandes Heures de Rohan, 1947.
- Notre-Dame de Chartres, 1948.
- La Fin du paganisme en Gaule et les plus anciennes basiliques chrétiennes, 1950.
- La Cathédrale d'Albi, 1950.
- Histoire de l'art (capo redattore), 2 vol., 1950.
- Les Saints Compagnons du Christ, 1958.

### Opere tradotte in italiano
- L'arte religiosa nel '600. Italia, Francia, Spagna, Fiandra, Jaca Book, Milano, 1984.
- Le origini del gotico. L'iconografia medioevale e le sue fonti, Jaca book, Milano, 1986.